# Andromeda (Livio Andronico)
Andromeda (in latino Andromeda) è una cothurnata perduta dello scrittore romano Livio Andronico, composta nel III secolo a.C. e forse basata sul modello dell'omonima tragedia di Euripide.
| Controllo di autorità | VIAF (EN) 211358514 · GND (DE) 4327090-6 |